# Coelichneumon nipponicus
Coelichneumon nipponicus là một loài tò vò trong họ Ichneumonidae.